# Charles Mighirian
Charles Mighirian (Istambul, 4 de outubro de 1920 - 2 de dezembro de 2010) foi um empresário e dirigente esportivo francês de origem armênia. Ele foi presidente do Olympique Lyonnais.